# Clock port
A clock port (magyarul: óraport) egy általánosan használt fogalom az Amiga 1200 valósidejű óra (RTC) alaplapi interfészére. A port egy - a gyártó Commodore által implementált, de végül - felhagyott bővítési lehetőség, melyet eredendően RTC, illetve további memóriabővítés csatlakoztatására szántak.
A két képességet azonban a gyakorlatban egyéb módon, pl. RTC-modult is tartalmazó memória bővítőkártyák részeként tudták a felhasználók a rendszerhez kapcsolni, mely megoldás lényegében feleslegessé tette az eredeti dizájn használatát. Később harmadik feles hardvergyártók számos egyéb célú eszközt is fejlesztettek az óraport lehetőséget kihasználva, így például I/O kártyák, USB vezérlők, vagy hangkártyák.
Az Amiga 1200 volt az egyetlen Amiga-modell, mely rendelkezett ezzel az egyedi, 22-tűs csatlakozóval. Egyes A1200 alaplap-változatok tartalmaztak még további funkciónélküli tűt a csatlakozón. Az interfész által használt cím- és adatjelek más Amiga-modellekben is megtalálhatók az alaplapi bővítőkártya-csatlakozón (pl. "trapdoor" csatlakozó). Erre alapozva egyes hardvergyártók más Amiga-modellekhez is készítettek clock port adapter-modulokat, illetve Zorro-kártyákat, így azokon is elérhetővé váltak az óraportra csatlakoztatható hardverbővítmények.
Az interfész lényegében egy korlátozott címterű 8-bites adatátvitelt valósít meg.

## Ismertebb óraport hardverek
- Amiga 600 1MB bővítőkártya óraporttal (A604)
- RTC modul (eredeti felhasználás)
- 4-portos óraport bővítő modul
- A500/A1000 óraport adapter
- Zorro-buszos bővítőkártyák óraporttal (A2000/A3000/A4000)
  - Buddha flash
  - VarIO
  - DENEB
  - HIGHWAY
  - ISDN-Surfer
  - X-Surf, X-Surf II
  - Unity

## Fordítás
- Ez a szócikk részben vagy egészben  a   Clock port című angol Wikipédia-szócikk fordításán alapul.  Az eredeti cikk szerkesztőit annak laptörténete sorolja fel. Ez a jelzés csupán a megfogalmazás eredetét és a szerzői jogokat jelzi, nem szolgál a cikkben szereplő információk forrásmegjelöléseként.